# Harley-Davidson
Harley-Davidson (NYSE: HOG, formerly HDI) раніше відома як HDI, часто скорочено H-D або Harley) — американський виробник мотоциклів. Базується в місті Мілвокі, штат Вісконсин.

## Історія
Протягом першого десятиліття 20-го століття, один з двох найбільших американських виробників мотоциклів, щоб вижити, ці компанії об'єдналися під час Великої депресії. «Harley-Davidson» також пережили період низького рівня контролю якості і конкуренції з боку японських виробників.
Після початку Першої світової війни компанія «Гарлі-Девідсон» отримала перше офіційне військове замовлення - 500 мотоциклів були замовлені для армії Великої Британії. У 1917 році Сполучені Штати вступили в Першу світову війну, і мотоцикли почала замовляти і Армія США. Всього за час війни було замовлено більше 20 000 мотоциклів «Гарлі-Девідсон» для військ.
1990 рік — дебютує модель Softail Fat Boy. Модель стала легендарною завдяки фільму «Термінатор 2: Судний день» з  Арнольдом Шварценеггером у головній ролі.

## Брендування

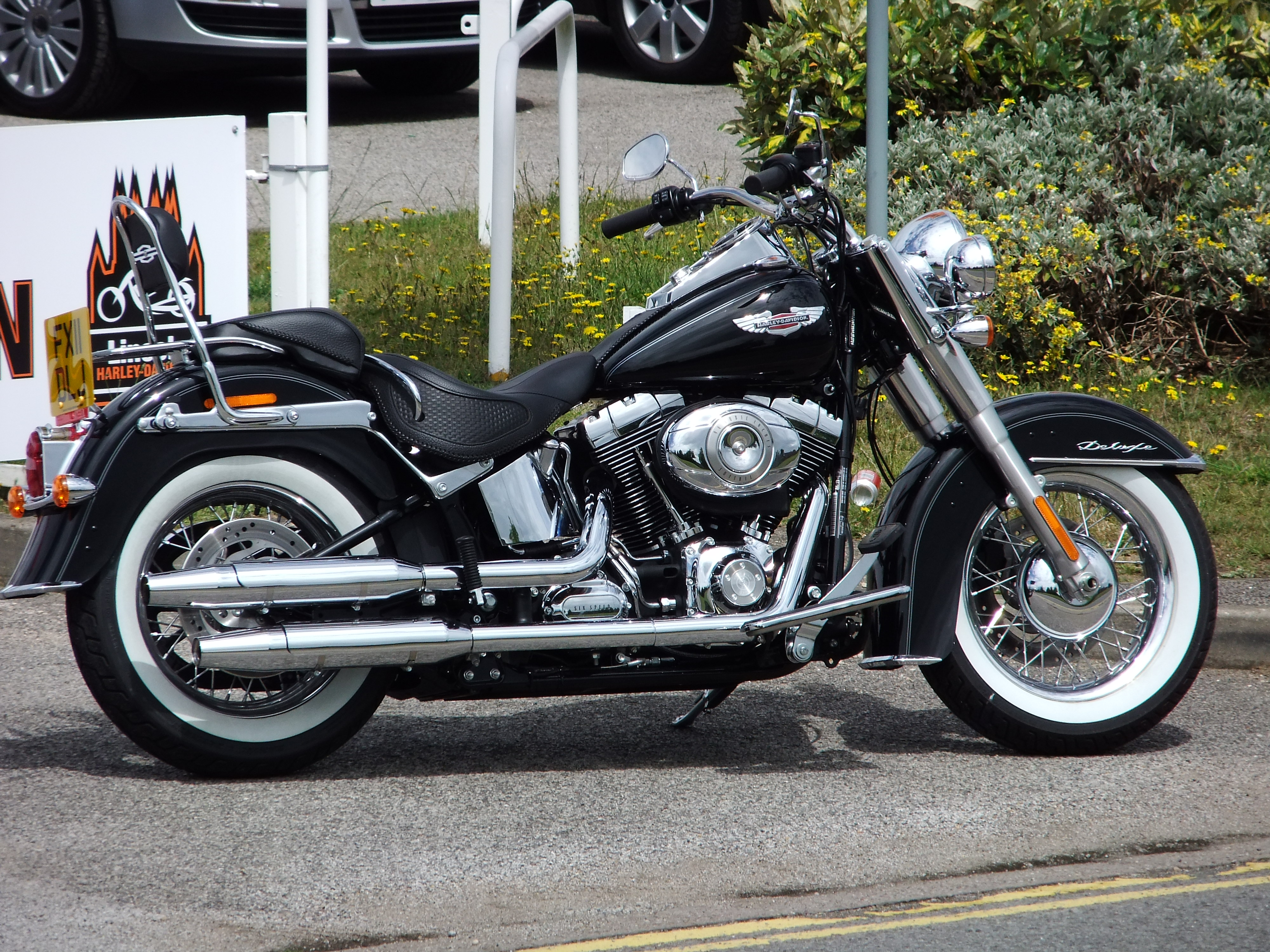
Мотоцикл «Harley Davidson»

Компанія проєктує, виготовляє і продає суперважкі мотоцикли, призначені для їзди по шосе. Мотоцикли «Harley-Davidson» (також широко відомі як «Harley») мають характерний дизайн та характерний гучний вихлоп. За винятком сучасних моделей сімейства VRSC, поточний дизайн «Harley» відображає класичний стиль мотоциклів. Спроби «Harley-Davidson» утвердитися на ринку «легких» мотоциклів мали обмежений успіх і були значною мірою припинені після 1978 року, після продажу своїх італійських філій «Aermacchi».
Борючись за ринок, «Harley-Davidson» підтримує лояльність спільноти власників мотоциклів, підтримує бренд через клуби, події та музеї. Для створення «касти» прихильників бренду компанія формує своєрідний стиль цінностей, інтересів і життя серед своїх прихильників. Для цього, окрім мототехніки, виробляють посуд, одяг, взуття, меблі, аксесуари із логотипом та у стилі «Harley-Davidson», які продаються у спеціалізованих магазинах компанії по усьому світу. Ліцензування бренду і логотипу «Harley-Davidson» склали $ 40 млн (0,8 %) від чистої виручки компанії в 2010 році.

## Виробництво мотоциклів
У другому кварталі 2014 року компанія Harley-Davidson випустила 90 218 мотоциклів. Основним ринком були США — сюди поставлено 58 225 одиниць. Дохід лише від продажу мотоциклів становив $ 1,48 млрд, загальний дохід — $ 1,83 млрд (сюди увійшли також продаж запчастин та аксесуарів). Чистий прибуток компанії склав $ 354,2 млн.
У 2019 році Harley-Davidson випустив електромотоцикл LiveWire, а ще через рік віддав данину своїм витокам, створивши перший електро-велосипед Serial 1.

## Основні заводи та філії компанії

### Тур по заводах-виробниках та музею
Компанія «Harley-Davidson» пропонує «фабричний тур» по чотирьох її заводах із відвідуванням Музею «Harley-Davidson», який відкрито у 2008 році, де експонуються історія, культура, транспортні засоби, включаючи корпоративні архівні матеріали компанії. До місць відвідування відносяться заводи у  США:
- м. Йорк, штат Пенсільванія: виробництво мотоциклів сімейства «Touring» («Турист»), «Softail» («М'який» — подібний до класу мотоциклів у стилі чоппер) та «на замовлення».
- м. Томагавк, штат Вісконсин: виробництво мотоциклетних колясок, сідельних сумок, вітрових стекол тощо.
- м. Канзас-Сіті, штат Міссурі: виробництво силових передач та мотоциклів сімейства «Sportster» («Спорт»), «VRSC» та інших.
- с. Меномоні-Фоллс (село в приміській зоні (англ. metropolitan area) міста Мілвокі, штат Вісконсин): виробництво силових передач.
- м. Мілвокі, штат Вісконсин — Музей «Harley-Davidson»: Архівні матеріали, персоналії, продукція, культура і історія, музейний склад, ресторан і кафе.

### Філії компанії та виробництва в США і за його межами
«Harley-Davidson» є співвласником американської компанії «Buell Motorcycle», заснованої колишнім її інженером; вона виробляє мотоцикли марки «Buell». Окрім цього, компанія має два філіали в Бразилії та в Індії, які виробляють мотоцикли під маркою «Harley-Davidson»:
- США «Buell Motorcycle Company». Штаб-квартира і завод у м. Східний Трой, штат Вісконсин.
- Бразилія «Harley-Davidson DO Brasil Ltda». Штаб-квартира і завод у м. Манаус, штат Амазонас.
- Індія «Harley-Davidson India». Штаб-квартира і завод у м. Ґурґаон, провінція Хар'яна.